# إيناس النجار
إيناس النجار (28 يونيو 1978 - 31 مارس 2025)، ممثلة تونسية. كانت بدايتها عارضةً في فيديو كليب للمغني بهاء سلطان «يا ترى» عام 1999، ورشَّحها المخرج محمد النجار لأداء دور مهم في فيلم ميدو مشاكل. ثم شاركت في الكثير من الأعمال الفنية ولا سيَّما من الأفلام والمسلسلات.

## أعمالها

### الأفلام
- 2000: فرقة بنات وبس
- 2002: معالى الوزير
- 2003: ميدو مشاكل
- 2003: بحبك وأنا كمان
- 2004: كيمو وأنتيمو
- 2004: قشطة يابا
- 2005: علي سبايسي
- 2006: ايه النظام
- 2007: كركر
- 2007: طاطا نام طاطا قام
- 2007: اثنين على الرصيف
- 2008: مفيش فايدة
- 2009: عزبة آدم
- 2009: ابقى قابلني
- 2010: عايشين اللحظة
- 2010: أحاسيس
- 2013: كلبي دليلي
- 2014: واحد صعيدي
- 2014: أبو العريف
- 2016: عمود فقري
- 2019: قهوة بورصة مصر
- 2019: دفع رباعي بقوة
- 2021:  نص يوم

### المسلسلات
- 2002: مارينا مارينا
- 2002: العصيان (ج1)
- 2003: العصيان (ج2)
- 2006: أولاد الشوارع
- 2007: يتربى في عزو
- 2008: علي مبارك
- 2008: المحطة أكشن نيوز
- 2008: العائد
- 2009: ورق التوت
- 2009: علشان ماليش غيرك
- 2009: الوتر المشدود
- 2010: منتهى العشق
- 2010: ماما في القسم
- 2012: أم الصابرين
- 2012: الإخوة أعداء
- 2013: كان ياما كان
- 2016: مملكة يوسف المغربي
- 2017: الدخول في الممنوع
- 2018: لعنة كارما
- 2018: عفاريت عصمت
- 2022 : مزاد الشر

### المسرحيات
- 2005: إن كبر ابنك

### البرامج
- 2012: ملكة المطبخ (مذيعة)

## وفاتها
توفيت إيناس النجار في مستشفًى خاص بمدينة السادس من أكتوبر بالجيزة بمصر، يوم الاثنين 2 شوَّال 1446هـ الموافق 31 مارس (آذار) 2025م، متأثِّرة بالتهاب حادٍّ في المَرارة، دخلت على إثره في غيبوبة مدَّة خمسة أيام.

## روابط خارجية
- إيناس النجار على موقع IMDb (الإنجليزية)
- إيناس النجار على موقع قاعدة بيانات الأفلام العربية